# Yuna Iwata
Yuna Iwata (* 17. Oktober 1997) ist eine japanische Sprinterin, die sich auf den 400-Meter-Lauf spezialisiert.

## Sportliche Laufbahn
Erste Erfahrungen bei internationalen Meisterschaften sammelte Yuna Iwata bei den Juniorenasienmeisterschaften 2016 in der Ho-Chi-Minh-Stadt, bei denen sie in 55,41 s den vierten Platz belegte. Bei den Asienmeisterschaften 2019 in Doha gewann sie mit der japanischen 4-mal-400-Meter-Staffel in 3:34,88 min die Bronzemedaille hinter Bahrain und Indien.
2017 wurde Iwata japanische Meisterin im  400-Meter-Lauf.

## Persönliche Bestzeiten
- 400 Meter: 53,37 s, 21. Juli 2018 in Hiratsuka